# Barde (poète gael)

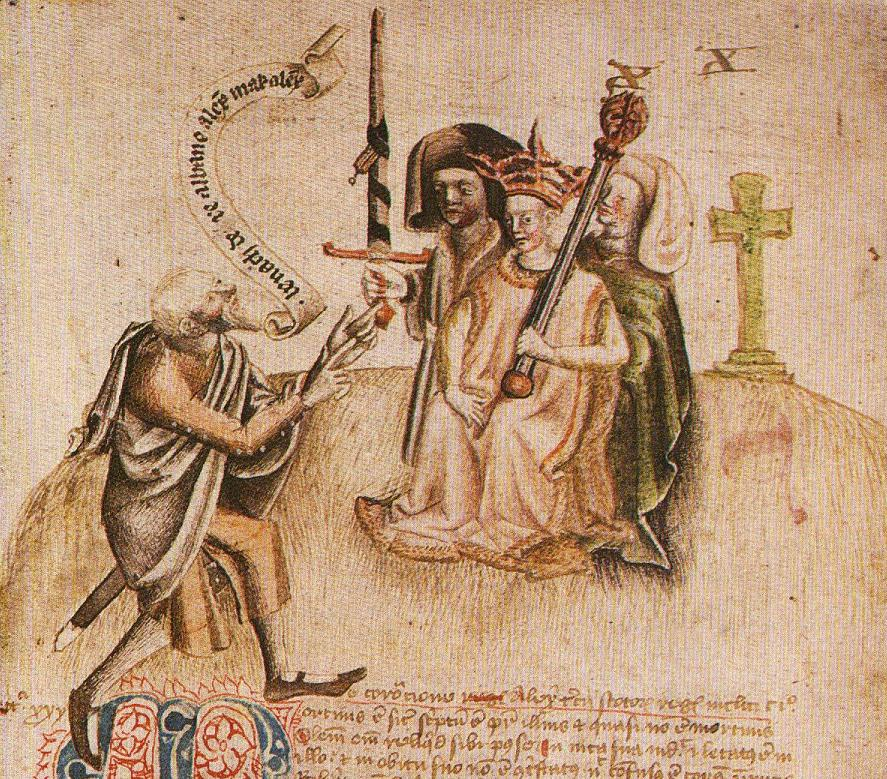
Lollamh rìgh ou "poète royal" salue le roi Alexandre III pendant la cérémonie gaelle du couronnement à Stone en 1249.

Dans la culture gaëlle, un barde (irlandais: bard, gaélique écossais: bàrd) désigne un poète qui compose des poèmes ou des chants en langue gaélique, le plus souvent en s'accompagnant d'un clàrsach (harpe gaëlle).
Cette définition est à différencier du terme celtique qui désigne une classe particulière de la société antique, et du terme anglais bard, parfois employé pour Shakespeare ou Burns.
Chaque année, le Mòd écossais décerne un prix au meilleur barde ou à la meilleure bardesse (bana-bhàrd) de la compétition.

## L'ancien ordre bardique
La tradition bardique gaëlle remonte à l'antiquité. À l'origine, les bardes gaels, tout comme les druides, s'organisaient selon une hiérarchie complexe qui débutait à l'école. Le poète (filidh) commençait au septième rang, en tant que fochloc, puis progressait chaque année.
La hiérarchie suivante est tirée du manuscrit irlandais Uraicecht na Ríar :
Cis lir gráda filed? Ní ansae: a secht: ollamh, ánruth, clí, cano, dos, macfuirmid, fochloc (« Quels sont les grades de poète? Ce n'est pas difficile: il y en a sept: ollamh, ánruth, clí, cano, dos, macfuirmid, fochloc »)
| Le Vieil-Irlandais                              | Gaélique écossais | Irlandais        |
| ----------------------------------------------- | ----------------- | ---------------- |
| 1. ollam (métrique: anamain)                    | ollamh            | ollamh           |
| 2. ánruth                                       | ànradh            | ánradh (bairdne) |
| 3. clí (métrique: anair)                        | \| clì \|         | clí              |
| 4. cano/cana ("cuilean", c.-à-d. "petit chien") | cano              | cano             |
| 5. dos (métrique: par)                          | dos               | dos              |
| 6. macfuirmid                                   | MacFhuirmidh      | Mac Fhuirmidh    |
| 7. fochloc (métrique: dian)                     | Fochlag           | Fochlag          |
| clì                                             |                   |                  |

Note: dans les langues gaélique modernes, le terme ollamh désigne aussi un professeur d'université.
18 rangs de bardes existaient dans cette hiérarchie, 8 d'entre eux parmi les libres-poète, et 8 autres parmi les cher videur.

## Liste de bardes gaels
- - Alasdair mac Mhaighstir Alasdair
  - Aithbhreac inghean Coirceadail (bardesse)
  - Aonghas Caimbeul
  - Anna Chaimbeul
  - Bàrd Mhealaboist
  - Deòrsa Mac Iain Dheòrsa
  - Donnchadh Bàn Mac an t-Saoir
  - Dòmhnall Ruadh Phàislig
  - Iain Lom
  - Màiri Mhòr nan Òran
  - Màiri nighean Alasdair Ruaidh
  - Nighean Fhir na Rèilig
  - Somhairle MacGill-Eain
  - Sìleas na Ceapaich
  - Tormod MacGilleathain
  - Tormod MacLeòid (am bàrd bochd)
  - Iain MacNeacail (An Sgiobair)